# Марс 500
„Марс-500“ е мисия и психо-изолационен експеримент, проведен от 2007 до 2011 година в Русия. Европейската космическа агенция и Китай участват в подготовката за бъдещите пилотирани космически полети към планетата Марс. Обектът е в Руската Академия на науките „Институт по медико-биологични проблеми (ИМБП)“ в Москва, Русия.
От 2007 до 2011 година, три различни екипа от доброволци живеят и работят в макет на космически кораб в ИМБП. На последния етап от експеримента, който е предназначен за имитация на 520-дневен полет на няколко души, се провежда на чисто мъжки екипаж в състав от трима руснаци (Алекс Sitev, Петя Камолов, Александър Smoleevskij), французин (Ромен Шарл), италиански (Диего Урбина) и гражданин на Китай (Ван Юе). Оформлението на обекта имитира Земя-Марс совалка на космическия кораб, изкачване-спускане кораба на повърхността на Марс. Доброволците, които участват в трите фази са включени специалисти, които имат опит в областта на машиностроенето, медицината, биологията и полетите в космоса. От експеримента е извлечена важна информация за физиологични, социални и психологически последици от дългата изолация.

## Преглед на проекта

### Целта
Експериментът е предназначен за събиране на ценни психологически и медицински данни за въздействието на планираната дългосрочна мисия в космоса. В експеримента се разследват техническите проблеми, уменията за работа на екипажа и управлението на далечните космически полети. Бавната връзка, автономията, ресурсните дажби, здравето, условия на изолация и херметическа затворена среда са основните характеристики на марсианския полет.

### Научни задачи
Експериментът е разработен, за да позволи на планиране на методи и средства за контрол и мониторинг на местообитания в продължение на дълго време, а екипажът остава в затворени и ограничени условия. Планиране, диагностика, прогноза и прилагане на медицинска помощ и превенция, използването на телемедицинских технологии, мерки за противодействие срещу негативните влияния на „полет“ фактори върху човешкото тяло, психологическа подкрепа и създаване на система за отчитане на дейността на екипа и на електронното предаване на информация. Методи за психологическа подкрепа и одобрение, използвайки социално-картичен начин.

### Етапи на експеримента
Са планирани в периода от 2007 до 2011 година, разделени на три етапа, различаващи се с дължина общо 640 дни на експеримента. На всеки етап от мисията доброволците живеят и работят в структурата на космическия кораб. Комуникация с външния свят е ограничена и е проведена с реалистично закъснение по време до 25 минути, за симулиране на реална комуникация между Марс и земята. По същия начин, наистина ограничено предлагането на консумативи за доброволците. Но някои условия, като например безтегловността и космическата радиация не могат да бъдат симулирани.
Първата петнадесет-дневна фаза на „Марс-500“ се проведе от 15 ноември 2007 година до 27 ноември 2007 година. Желта на този етап е проверка на техническото оборудване, средства и оперативни процедури за плуване.
Вторият, на 105-ия ден етапа на „Марс-500“ започна на 31 март 2009 г., когато шест доброволци са започнали да живеят в изолиран жилищен комплекс на експеримента. На 14 юли 2009 година, на този етап на експеримента е завършен.
В 520-дневна-финалната фаза на експеримента, която е предназначена да симулира пълен пилотиран полет, започна на 3 юни 2010 г. и приключи на 4 ноември 2011 година. В този етап е проведен от шест души международен екипаж, състоящ се от трима руснаци, един французин, италианско/колумбийски и китайски гражданин. Етапът включва в себе си моделиране на пилотирано кацане на марс, с три имитирани Марс-разходки, които се провеждат на 14, 18 и 22 февруари 2011 г. и експериментът приключи на 4 ноември 2011 година, на всички участници, както се съобщава са в оптимално физическо и психологическо състояние.
През януари 2013 година в бюлетин на Националната Академия на науките съобщи, че четирима от шестимата членове на екипажа са имали значителни проблеми със съня, както и избягване на някои упражнения и искаше да се скрие от другите, в поведението, в сравнение с животинска хибернация. Освен това циркадният ритъм на автономната нервна система са приглушени по време на теста.

## Обект
Обекта на експеримента е разположен на Институт за медико-биологични проблеми в Москва. Комплексът се състои от изолатор, мисии, операции, стая, технически помещения и офиси.
Изолационният комплекс се състои от пет различни модула. Три от модулите – Хабитат, комунални и медицински модули – имитация на основния комплекс. Четвъртия модул имитира на марсианския спускаемият апарат на кораба и е свързан към основния космически кораб. Петият модул-имитатор на повърхността на марс който е свързан с марс по време на навлизането на апарата. Общият размер на модулите 550м3 (19 000куб.фута).
Обектът включва цялото оборудване, необходимо за провеждане на експеримента. Той включва в себе си комуникацията и системата за управление, система за вентилация, електрическа инсталация, канализация, въздух и качеството на водите, наблюдение и частична рециркулация на водата, медицинско оборудване, противопожарна и други системи за контрол на сигурността и аварийно-спасителни съоръжения. Модулите са на Земното – атмосферно налягане.

### Жилищен модул
Жилищен модул е основното жилищно помещение за екипажа. Цилиндрични 3.6m ×20метра (12фута ×66фута) модул се състои от шест отделни помещения на екипажа, кухненски бокс/трапезария, хол, главната зала за управление и тоалетна. Отделни спални клон, който е имал площ от около 3м,2 (32кв.м) всяко, съдържащи се легло, бюро, стол и етажерка за лични неща.

### Медицински модул
Цилиндрични медицински модул е 3.2m ×11.9м и разполагат с по две медицински легла, тоалетна и оборудване за профилактични медицински прегледи. В него се съдържат също и оборудване за телемедицинских, лабораторни и диагностични изследвания. Ако член на екипажа е станало лошо, те биха били изолирани.

### Марс посадъчен модул симулатор
На Марс спускаемият модул симулатор на клетка е била използвана само в рамките на 30-дневния „Марс-орбиталните“ етап на експеримента. На 6.3m ×6.17м цилиндричен модул, осигуряващ място до трима членове на екипажа, и е с три двуетажни легла, две работни места и тоалетна. Неговите Спомагателни системи, включени в управление и събиране на данни, системи за видеонаблюдение и системи за комуникации, газов анализ, климатична система и система за вентилация, канализация и водоснабдяване, както и система за гасене на пожари.

### Модул за съхранение на
Цилиндрични 3.9m ×24метра (13фута ×79фута) за съхранение модул е разделен на четири отделения:
1. Фризер за съхранение на продукти
2. Отделение за съхранение на не трайни продукти
3. Експериментална оранжерия
4. Отделение, съдържащо баня, сауна и фитнес зала

## Екипаж

### Условия за участие в проекта
Марс-500 проектът е публикувал няколко основни изисквания за потенциални кандидати. Това е:

1. Възраст: 25 – 50 години
2. Висше образование
3. Професионални изисквания:
  - на общопрактикуващ лекар, който има умения за оказване на първа медицинска помощ
  - лекар-изследовател, с умения по клинична лабораторна диагностика
  - биолог
  - инженер – специалист по системи за поддържане на живота
  - инженер – специалист в областта на компютърните науки
  - инженер – специалист по електроника
  - инженер – механик
4. Езикови умения: владеене на руски и английски език на професионално ниво

### Екипажът на първата фаза
Екипажът на първия 15-дневна фаза на експеримента се състоеше от шест руснаците-петима мъже и една жена. този етап на експеримента е проведено през ноември 2007 година.
- Димо (роден 1982), инженер, физик и програмист
- Олег Артемиев (род. 1970), инженер и астронавт, планирани през 2011 г., лети към МКС в състава на експедицията 39
- Александър Ковальов (роден през 1982), инженер нает от ИМБП на телемедицината лаборатория
- Дмитрий Перфилов (род. 1975), анестезиолог, използвани от лабораторията на телемедицината ИМБП по
- Сергей Рязан (1974 г.), командирът на екипажа, физиолог и един космонавт
- Марина Тугушева (роден 1983), биолог, научен сътрудник в ИМБП

Марина Тугушева, единствената жена от екипажа е бил изключен от дълги мисии за предотвратяване на сексуалното напрежение от нарушаване на мисията.

### Екипажът на втория етап
На 105-ия ден на втория етап участват екипи от шест членове, и завърши на 14 юли 2009 година.
- Олег Артемьев, руският космонавт
- Алексей Баранов, руски лекар
- Сирили Фурние, пилот на френската авиокомпания
- Оливър Кникел, инженер-механик в германската армия
- Сергей Рязан (командир), руският космонавт
- Алекс Шпаков, руският спортен физиолог

### Екипажът на третия етап на
Над 6000 души от 40 страни по света се прилага за 520-ден на третия етап на експеримента. някои от доброволците са били трима руснаци, двама европейците и един китаец. те са различни владеене на английски език, но не всички говорят на руски.
- Ромен Шарл, 31-годишният френски инженер
- Камолов петя Рустамович (Камолов Петя Рустамович), руски хирург
- Алекс Мария Sitev (Алекс Мария Ситев), руски инженер, и командир на мисията
- Смолеевский Александър Така (Смолеевский Александър Така), руски физиолог
- Диего Урбина, 27-годишният италианец-колумбийски инженер
- Ван Юе (王跃), 27-годишен китайски инструктор в Китай космонавт научно-Образователен център

Друг член на екипажа, замяна, беше Михаил Николаев (Михаил Олегович), и 37-годишният руски инженер. мисията започна на 3 юни 2010 г. и приключи на 4 ноември 2011 г., след което участниците са влезли в карантина, преди да напусне заведението.

## Сателитни експерименти експерименти
В хода на Марс 500 експеримент, свързани с това допълнителни експерименти, насочени към проучване на въздействието на радиация, медицински проблеми, свързани с безтегловност, въздействието на пожар на борда на кораба, а други са в ход.

### Експерименти на сърцето
Екипажът експерименти, включени в месечните оперативни изследвания, състоящ се от записи на ЕКГ, дихателна проби и кръвното налягане, и въпросник за начина на живот, стрес и евентуални оплаквания за изминалия месец.
Тримесечен динамичен комплекс от изследвания включва измерване и запис на кръвното налягане и комплекс кардиореспираторни показатели при извършване на функционални проби, с физическа и умствено натоварване. Подробни въпросници, провеждат психологическото изследване и стандарт на амбулаторно диспансерного изследвания, извършени преди и след провеждане на поредица от изследвания.

### Изследване на стомашно-чревния тракт
Сред космически експерименти по медико-биологични раздел „дългосрочни програми за научно-приложни изследвания и експерименти, планирани в руския сегмент на МКС“ е насрочено И ВЪВЕДЕНА В ДЕЙСТВИЕ експеримент Splankh: „изследване на структурно-функционално състояние на различните отдели на стомашно-чревния тракт и за идентифициране на специфичните промени на храносмилателната система в условията на космически полет“. В рамките на „Марс-500“ екипажът е направил 24-часова электрогастроэнтерография изследване на електрическата активност на СЧ с помощта на бордови gastroenterograph Splankh-1, разработен от ИМБП РАНИ с НПО „Исток-система“ на базата на серийни gastroenterograph Gastroscan-скъпоценен камък.

### Психологически ефект
Според официалните резултати, екипажът 520-дневна изолация на изминалия тест като едно цяло. Никакви конфликтни ситуации отбеляза, нито на всякакви ситуации, които изискват намеса на наземни услуги. трудности, срещани при изпълнението на някаква сложна дейност са за преодоляване отбор. Трябва да се каже, че културните различия и езикови трудности не са съществено влияние. Приятелска и конструктивна комуникация, като казват, царившую на целия експеримент. Екип прекарал достатъчно време заедно, гледаха филми на различни езици, като възможност да се види и да се обсъдят наблюдавани филми заедно. Екипажът е подготвил изненади за именниците, на големите държавни празници и неофициални празници на 31 октомври те празнували Хелоуин). Може да се отбележи, че членовете на екипажа и защо-това увеличава времето, прекарано на отделни видове дейности, които не пречат на комуникацията. Няма разделение на екипажа на езика или други интереси, за които си струва да се отбележи. Командир упражнява своята власт като формален и неформален лидер.
|  | Тази страница частично или изцяло представлява превод на страницата MARS-500 в Уикипедия на английски. Оригиналният текст, както и този превод, са защитени от Лиценза „Криейтив Комънс – Признание – Споделяне на споделеното“, а за съдържание, създадено преди юни 2009 година – от Лиценза за свободна документация на ГНУ. Прегледайте историята на редакциите на оригиналната страница, както и на преводната страница, за да видите списъка на съавторите. ВАЖНО: Този шаблон се отнася единствено до авторските права върху съдържанието на статията. Добавянето му не отменя изискването да се посочват конкретни източници на твърденията, които да бъдат благонадеждни. |